# 태풍 수리개
태풍 수리개 (SURIGAE) 은 2021년 발생한 2호 태풍이며 21세기 태풍 므란티 이후 4년 반만에 4번째로 중심기압 800hPa대를 달성한 태풍이자 4월에 발생한 태풍 중 처음으로 중심기압 800hPa대를 달성하였다. 또한 4월에 발생한 태풍중 가장 강한 태풍이다. 수리개는 조선민주주의인민공화국에서 제출한 이름으로 솔개의 함경도 방언이다.

## 태풍의 진행

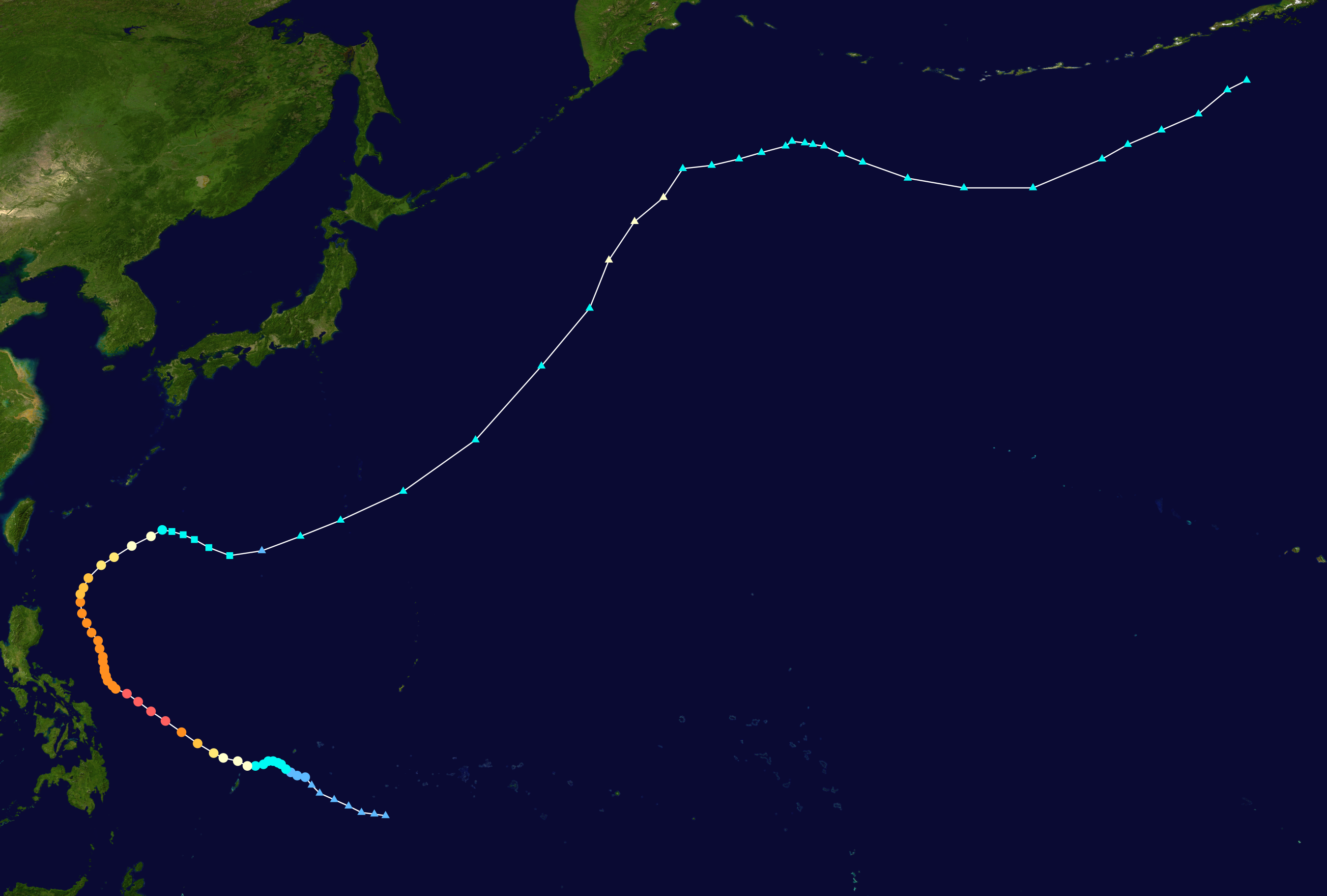
태풍 수리개의 경로

제2호 태풍 수리개는 4월 14일 3시에 중심기압 1002hPa, 최대풍속 18m/s, 강풍 반경 440km(북서쪽 반경)의 열대폭풍으로 팔라우 동쪽 약 350km 부근 해상에서 발생하였다. 이후 북서~서북서진하며 낮은 연직시어와 활발한 상층 발산 환경 그리고 높은 해수면 온도와 필리핀 레이테섬 동쪽 해상의 높은 열용량이 있는 해역을 지나며 급발달해서, 4월 18일 3시에 필리핀 세부 동북동쪽 약 560km 부근 해상에서 중심기압 895hPa, 최대풍속 62m/s의 '맹렬한' 태풍으로 최성기를 맞이하였다. 최성기 이후 북북서진하면서 굉장히 더디게 약화되었고, 4월 22일 9시부터 북동진으로 전향하기 시작하며 북위 20도를 통과하였다. 북동진으로 전향한 이후 서서히 온대저기압화가 진행되며 북쪽 한기의 유입과 건조한 공기의 유입으로 인해 약화되었고, 4월 25일 9시에 일본 오키나와 동남동쪽 약 980km 부근 해상에서 중심기압 998hPa의 온대저기압으로 변질되었다.
| 순위 | 태풍번호                 | 태풍이름                         | 최저기압 |
| ---- | ------------------------ | -------------------------------- | -------- |
| 1위  | 2102                     | 수리개                           | 895hPa   |
| 2위  | 1504                     | 마이삭                           | 910hPa   |
| 3위  | 1803                     | 즐라왓                           | 915hPa   |
| 4위  | 6301 8902                | 올리브 앤디                      | 920hPa   |
| 5위  | 5903 6202 6704 7603 0302 | 틸다 조지아 바이올렛 마리 구지라 | 930hPa   |
| 6위  | 5603 6202 6801 0503      | 셀마 조지아 진 선까              | 935hPa   |
| 7위  | 6903 9701 0401           | 수잔 아이사 수달                 | 940hPa   |
| 8위  | 2201                     | 말라카스                         | 945hPa   |
| 9위  | 7802                     | 올리브                           | 955hPa   |
| 10위 | 7103 7903 8203           | 베라 세실 오데사                 | 965hPa   |

| 순위 | 태풍번호                                          | 태풍이름                                                            | 최대풍속 (10분 평균) |
| ---- | ------------------------------------------------- | ------------------------------------------------------------------- | -------------------- |
| 1위  | 5915 6118                                         | 베라 낸시                                                           | 150 kt               |
| 2위  | 5914 7920                                         | 사라 팁                                                             | 140 kt               |
| 3위  | 8210 1013 1330                                    | 베스 메기 하이옌                                                    | 125 kt               |
| 4위  | 8122 8221 8422 8522 9019 9128 1614 1618 2019 2102 | 엘시 맥 바네사 닷 플로 유리 므란티 차바 고니 수리개                 | 120 kt               |
| 5위  | 1328 1419 1422 1504 1513 1622 1825 1826 1923 2114 | 레끼마 봉퐁 하구핏 마이삭 사우델로르 하이마 콩레이 위투 할롱 찬투   | 115 kt               |
| 6위  | 0918 1216 1217 1319 1413 1420 1506 1521 1601 1822 | 멜로르 산바 즐라왓 우사기 제너비브 누리 노을 두쥐안 네파탁 망쿳     | 110 kt               |
| 7위  | 1808 1821 1824 1902 1909 1919 2010 2116 2122 2211 | 마리아 제비 짜미 우딥 레끼마 하기비스 하이선 민들레 라이 힌남노     | 105 kt               |
| 8위  | 1408 1507 1511 1515 1516 1524 1620 1721 1921 2121 | 너구리 돌핀 낭카 고니 앗사니 곳푸 송다 란 부알로이 냐토             | 100 kt               |
| 9위  | 1119 1418 1526 1527 1616 1621 1705 1718 1913 2009 | 날개 판폰 인파 멜로르 말라카스 사리카 노루 탈림 링링 마이삭         | 95 kt                |
| 10위 | 1324 1326 1409 1502 1509 1525 1610 1928 2018 2201 | 다나스 위파 람마순 히고스 찬홈 참피 라이언록 간무리 몰라베 말라카스 | 90 kt                |

| 순위 | 태풍번호       | 태풍이름            | 최대풍속 (1분 평균) |
| ---- | -------------- | ------------------- | ------------------- |
| 1위  | 6118           | NANCY               | 185 kt              |
| 2위  | 6124           | VIOLET              | 180 kt              |
| 3위  | 5822           | IDA                 | 175 kt              |
| 4위  | 1330 1614 2019 | HAIYAN MERANTI GONI | 170 kt              |
| 5위  | 1923 7920 2102 | HALONG TIP SURIGAE  | 165 kt              |
| 6위  | 1919 1013      | HAGIBIS MEGI        | 160 kt              |
| 7위  | 1821           | JEBI                | 155 kt              |
| 8위  | 1826           | WUTU                | 150 kt              |
| 9위  | 1902           | WUTIP               | 145 kt              |
| 10위 | 1626           | NOCK-TEN            | 140 kt              |

## 같이 보기
- 2021년 태풍
- 태풍 메기 (2010년)
- 태풍 하이옌 (2013년)
- 태풍 므란티 (2016년)
- 태풍 매미 (2003년)